# Ioan Bolovan
Ioan Bolovan (n. 11 august 1962, Pâncota, România) este un istoric român, profesor universitar și fost prorector al Universității Babeș-Bolyai din Cluj-Napoca între 2012-2020, director al Institutului de Istorie „George Barițiu” al Academiei Române, din noiembrie 2018 membru corespondent al Academiei Române.

## Cariera științifică
A absolvit Facultatea de Istorie din cadrul Universității Babeș-Bolyai în anul 1986.
Din 1986 până în septembrie 1989 a fost profesor la școala generală din Dragu, Sălaj. În septembrie 1989 a obținut un post de cercetător științific la Institutul de Istorie din Cluj. Din anul 2001 până în 2008 a fost conferențiar universitar la Universitatea Babeș-Bolyai, iar din martie 2008 profesor titular la aceeași universitate.
În anul 2010 la Congresul Mondial de Istorie de la Amsterdam  profesorul Bolovan a fost ales vicepreședinte al Comisiei Internaționale de Demografie Istorică (ICHD) iar la Congresul Mondial de Istorie din 2015 de la Jinan   a fost ales președinte al Comisiei Internaționale de Demografie Istorică (ICHD). La Congresul Mondial de Istorie din 2022 de la Poznan și-a încheiat mandatul de președinte titular, fiind ales președinte onorific al aceleiași organizații.
Publicații
- Transilvania între Revoluția de la 1848 și Unirea din 1918. Contribuții demografice, Centrul de Studii Transilvane, 2000.
- Transilvania la sfârșitul secolului al XIX-lea și la începutul secolului XX. Realități etno-confesionale și politici demografice, Presa Universitară Clujeană, Cluj-Napoca, 2000
- Asociația Națională Arădeană pentru cultura poporului român. 1863-1918. Contribuții  monografice, Cluj-Napoca, Editura Dacia XXI, 2011
- Istoria Transilvaniei, Editura Eikon și Editura Centrul de Studii Transilvane, 2013, 380 pagini (în  colaborare cu Ioan-Aurel Pop) – ediția a II-a adăugită la Editura Școala Ardeleană, Cluj-Napoca, 2016
- Primul Război Mondial și realitățile  demografice din Transilvania. Familie, moralitate și raporturi de gen, Editura Școala Ardeleană, Cluj-Napoca, 2015
- Histoire de la Transylvanie, Editions Rafael de Surtis, Cordes-sur-Ciel, 2016, 370 pag. (în colaborare cu Ioan-Aurel Pop)
- Ispititoarea Transilvanie. Multiperspectivitate și adevăr în istoria unei provincii, Editura Școala Ardeleană, Cluj-Napoca, 2017, 187 pagini (în colaborare cu Sorina Bolovan)
- Marea istorie ilustrată a României și a Republicii Moldova, ediție revizuită și actualizată, coordonatori Ioan-Aurel Pop, Ioan Bolovan,București – Chișinău, Editura Litera, 2018
- O enciclopedie a Marii Unirii, Editura Institutului Cultural Român, București, 2018, 611 pagini (coordonator împreună cu Gheorghe Iacob, Gheorghe Cojocaru)
- A Global History of Historical Demography. Half a Century of Interdisciplinarity, Peter Lang, Bern, 2016 (Coordonator cu Antoinette Fauve-Chamoux și Solvi Sogner)
- Intermarriage in Transylvania, 1895-2010, Peter Lang, Bern, 2017 (Coordonator cu Luminița Dumănescu)
- Construind Unirea cea Mare, coord. Ioan-Aurel Pop, Ioan Bolovan, Ioana-Mihaela Bonda, Ana Victoria Sima, Teodor Laurențiu Popescu, vol. I – VIII, Editura Școala Ardeleană, Cluj-Napoca, 2018, 894 pagini + 944 pagini + 994 pagini + 962 pagini + 1274 pagini + 1410 pagini + 788 pagini + 1234 pagini
- Storia della Transilvania, Rediviva Edizioni Milano, 2018, 429 pag. (în  colaborare cu Ioan-Aurel Pop)
- Dejiny Sedmohradska, traducere în limba slovacă de Jana Páleníková, Peter Kopecký și Martin Dorko, AnaPress, Bratislava, 2018, 374 pag. (în  colaborare cu Ioan-Aurel Pop)
- Geschichte Siebenbürgens, Pop Verlag, Ludwigsburg, 2020, 521 pag. (în  colaborare cu Ioan-Aurel Pop)
- World War I and the Birth of a New World Order: The End of an Era, edited by Ioan Bolovan, Oana Mihaela Tămaș, Cambridge Scholars Publishing, 2020
- Silviu Dragomir, Avram Iancu. O viață de erou, ediție îngrijită, studiu introductiv și notă asupra ediției de Ioan Bolovan și Sorin Șipoș, Editura Școala Ardeleană, Cluj-Napoca, 2022, 461 pag.
- Asociația Națională Arădeană pentru Cultura Poporului Român: între local, regional și național (1863-1918), cuvânt înainte de Nicolae Bocșan, prefață de Liviu Maior, ediția a 3-a, revăzută și adăugită, Cluj-Napoca, Editura Academia Română- Centrul de Studii Transilvane, 2023, XV + 185 pagini
- Alexandru Lapedatu, Scrieri despre Cuza Vodă, ediție îngrijită, studiu introductiv și notă asupra ediției de Ioan Bolovan, Cluj-Napoca, Editura Școala Ardeleană, 2023, 279 pag.

## Distincții
- Premiul „Mihail Kogălniceanu” al Academiei Române în anul 2002; 2008, 2010 Premiul pentru excelență științifică al Universității „Babeș-Bolyai”; 2010 – Premiul „Profesor Bologna” la Gala Națională a ANOSR; 2010 – Premiul pentru domeniul  Istorie al Journal for the Study of Religions & Ideologies[necesită citare]
- Medalia Universității „Vasile Goldiș” Arad, 2011; 2016 – Premiul Fundației „Magazin Istoric”; Doctor Honoris Causa al Universității „Aurel Vlaicu” Arad, 2018; Membru corespondent al Academiei Române (din noiembrie 2018); 2019 - Doctor Honoris Causa al Universității din Oradea[necesită citare]
- A fost decorat de către președintele României, cu Medalia Aniversară "Centenarul Marii Uniri" prin Decretul prezidențial nr. 1137/2021 din 26 noiembrie 2021, ”în semn de apreciere pentru efortul depus în vederea păstrării și promovării memoriei evenimentelor și participanților la înfăptuirea unității naționale și a statului român modern, contribuind la apărarea și perpetuarea valorilor în numele cărora s-a înfăptuit Marea Unire”.
- Membru în comitete de redacție: Historical Life Course Studies (Leuven), Historicka demografie (Praga), Istorija 20.veka (Belgrade), Revue Roumaine d'Histoire (Bucuresti), Transylvanian Review (Cluj-Napoca),  Analele Aradului  (Arad) etc.